# Copa Princesa de Asturias de baloncesto
La Copa Princesa de Asturias, anteriormente Copa del Príncipe de Asturias, es una competición española de clubes de baloncesto, organizada por la Federación Española de Baloncesto (FEB).
Sucesora del Trofeo ACEB (Copa de la Asociación), que celebró su primera edición en la temporada 1984-1985, denominándose en su segunda edición Trofeo ACEB-Copa Príncipe, cuando la FEB asumió la pérdida de la organización de la Copa del Rey, cambiando el formato de la competición en la temporada 1986-87 naciendo la Copa Príncipe propiamente dicha que había pasado a ser responsabilidad de la Asociación de Clubes de Baloncesto (ACB) un par de años antes. La FEB, que también había dejado de organizar la Liga, creó la Copa del Príncipe para mantenerse como responsable de una competición de élite.
La competición tuvo prestigio en sus primeras ediciones, entre las temporadas 1986-87 y 1990-91, cuando participaron los equipos de la ACB. Fue conquistada tres veces por el Joventut de Badalona, una por el Estudiantes, otra por el Baskonia y otra por el F. C. Barcelona.
Diversos problemas provocaron que se dejase de celebrar durante cinco años.
La Copa del Príncipe volvió a disputarse a partir de la temporada 1996-1997. Desde entonces, se celebra anualmente aunque solo con la participación de los equipos de la LEB. En 2016, fue renombrada a Copa Princesa de Asturias.
En la Temporada 2024-25 se fusionará las competiciones entre Copa Princesa y Copa LEB Plata, un nace la Copa España como nueva competición. Serán 40 equipos: los que juegan la próxima LEB Oro, nueva Primera FEB, los 17 mejor clasificados de la última LEB Plata (del 4.º al 20.º) nueva Segunda FEB y los dos campeones de las fases finales de la Liga EBA la nueva Tercera FEB. Cada equipo jugará cuatro partidos (dos local y dos visitante) y los campeones de cada grupo pasan a cuartos. Será una eliminatoria a ida y vuelta. Cada ganador jugará la Final Four del 24 y 25 de enero 2025.

## Formato
A lo largo de su historia la competición ha tenido diversos formatos:
- Ediciones 1984-85 y 1985-86: la Copa la disputaban los equipos eliminados en primera ronda y cuartos de final de los playoffs por el título de la liga ACB, el campeón se clasificaba para la copa Korac. La primera temporada se jugó por un sistema de cinco rondas con partidos de ida/vuelta, quedando eliminados los equipos que perdían dos rondas. La final se disputó a partido único en campo neutral. La segunda temporada los equipos eliminados en playoffs se dividieron en dos grupos de cuatro, jugando todos contra todos a dos vueltas. Los dos primeros de cada grupo disputaban en formato Final Four la Copa en campo neutral.
- Ediciones 1986-87 y 1987-88: cambió de formato y bajo organización de la Federación Española de Baloncesto. Participaban los 16 equipos de la liga ACB con eliminatorias directas a sorteo. En la primera temporada a partido único, disputándose la final en campo neutral. En la segunda temporada las eliminatorias a doble partido, hasta semifinales, y con formato Final Four en campo neutral, se decidía el campeón.
- Ediciones 1988-89 y 1990-91: la disputaban los tres primeros clasificados del grupo A1 y el primer clasificado del grupo A2 de la temporada anterior de la liga ACB. Los cuatro equipos jugaban una Final Four en campo neutral.
- Edición 1997: la disputaban los cuatro primeros clasificados de la liga LEB al final de la liga regular, paralelamente a la primera ronda de los playoffs de ascenso a la liga ACB, de los que estaban exentos. Formato Final Four.
- Desde la edición de 1998 hasta el 2000: La diputaban los siete primeros clasificados de la liga LEB, al final de la primera vuelta de la liga regular además del equipo organizador. Si el equipo organizador quedaba entre los siete primeros entraba el octavo. Se jugaba una "Final a 8" a un solo partido en campo del anfitrión.
- De la edición de 2001 hasta el 2008: La diputaban los tres primeros clasificados de la liga LEB, al final de la primera vuelta de la liga regular además del equipo organizador. Si el equipo organizador quedaba entre los tres primeros entraba el cuarto. Se jugaba una Final Four en campo del anfitrión.
- Desde la edición de  2009 hasta el 2024: La Copa la diputan los dos primeros clasificados de la liga LEB, al final de la primera vuelta, a un solo partido en el campo del primer clasificado. El ganador obtiene el derecho a ser el primer cabeza de serie de las eliminatorias de ascenso a la liga ACB, en caso de quedar entre los cinco primeros al final de la liga regular.[1]

## Historial
| Ed.                                         | Temp./Año               | Campeón                             | Resultado               | Subcampeón                    | Sede                    | MVP                     |
| Trofeo de la Asociación                     | Trofeo de la Asociación | Trofeo de la Asociación             | Trofeo de la Asociación | Trofeo de la Asociación       | Trofeo de la Asociación | Trofeo de la Asociación |
| ------------------------------------------- | ----------------------- | ----------------------------------- | ----------------------- | ----------------------------- | ----------------------- | ----------------------- |
| I                                           | 1984-85                 | Caja de Álava (1)                   | 93–85                   | CAI Zaragoza                  | Villanueva de la Serena | Villanueva de la Serena |
| Trofeo ACEB-Copa Príncipe de Asturias       |                         |                                     |                         |                               |                         |                         |
| II                                          | 1985-86                 | Estudiantes Caja Postal (1)         | 89–82                   | Cacaolat Granollers           | Alcora                  |                         |
| Copa Príncipe de Asturias (con equipos ACB) |                         |                                     |                         |                               |                         |                         |
| III                                         | 1986-87                 | Ron Negrita Joventut (1)            | 99–80                   | TDK Manresa                   | Vigo                    |                         |
| IV                                          | 1987-88                 | FC Barcelona (1)                    | 92–90                   | Real Madrid                   | Palma                   |                         |
| V                                           | 1988-89                 | Ram Joventut (2)                    | 84–80                   | FC Barcelona                  | Ferrol                  |                         |
| VI                                          | 1990-91                 | Montigalà Joventut (3)              | 72–52                   | Fórum Valladolid              | La Coruña               |                         |
| Copa Príncipe de Asturias (con equipos LEB) |                         |                                     |                         |                               |                         |                         |
| VII                                         | 1997                    | Caja Cantabria Baloncesto (1)       | 71–68                   | Gijón Baloncesto              | Torrelavega             | Bob Harstad             |
| VIII                                        | 1998                    | Baloncesto Fuenlabrada (1)          | 91–75                   | Gráficas García Inca          | Pineda de Mar           | Velimir Perašović       |
| IX                                          | 1999                    | Caja Rural Melilla (1)              | 93–85                   | Menorca Bàsquet               | Alicante                | José María Panadero     |
| X                                           | 2000                    | Club Ourense Baloncesto (1)         | 76–64                   | Tenerife Atún de Canarias     | Granada                 | Jesús Fernández         |
| XI                                          | 2001                    | Caja Rural Melilla (2)              | 92–88                   | Minorisa.net Manresa          | Melilla                 | Alberto Alzamora        |
| XII                                         | 2002                    | Lucentum Alicante (1)               | 73–55                   | Tenerife Baloncesto           | Orense                  | Larry Lewis             |
| XIII                                        | 2003                    | Unelco Tenerife (1)                 | 70–55                   | Bilbao Basket                 | Inca                    | Iván Rodríguez          |
| XIV                                         | 2004                    | CAI Zaragoza (1)                    | 89–82                   | Plasencia Galco               | Zaragoza                | Matías Lescano          |
| XV                                          | 2005                    | Baloncesto Fuenlabrada (2)          | 75–74                   | IBB Hoteles Menorca Bàsquet   | Huesca                  | Tom Wideman             |
| XVI                                         | 2006                    | Polaris World CB Murcia (1)         | 78–60                   | Drac Inca                     | Palma                   | Juanjo Triguero         |
| XVII                                        | 2007                    | Climalia León (1)                   | 92–71                   | Alerta Cantabria              | Melilla                 | Paolo Quinteros         |
| XVIII                                       | 2008                    | Leche Río Breogán (1)               | 94–91                   | Alicante Costa Blanca         | Zaragoza                | Roberto Morentin        |
| XIX                                         | 2009                    | Lucentum Alicante (2)               | 95–60                   | Club Melilla Baloncesto       | Alicante                | Txemi Urtasun           |
| XX                                          | 2010                    | Club Melilla Baloncesto (3)         | 79–72                   | Vive Menorca                  | Melilla                 | Taylor Coppenrath       |
| XXI                                         | 2011                    | Blusens Monbus (1)                  | 81–78                   | CB Murcia                     | Santiago                | Alberto Corbacho        |
| XXII                                        | 2012                    | Iberostar Canarias (1)              | 93–85                   | Ford Burgos                   | La Laguna               | Nacho Yáñez             |
| XXIII                                       | 2013                    | Ford Burgos (1)                     | 73-67                   | BC River Andorra              | Burgos                  | Isaac López             |
| XXIV                                        | 2014                    | BC River Andorra (1)                | 77–61                   | Quesos Cerrato Palencia       | Andorra la Vieja        | Jordi Trías             |
| XXV                                         | 2015                    | Quesos Cerrato Palencia (1)         | 78–69                   | Ribeira Sacra Breogán Lugo    | Palencia                | Xavi Forcada            |
| Copa Princesa de Asturias                   |                         |                                     |                         |                               |                         |                         |
| XXVI                                        | 2016                    | Quesos Cerrato Palencia (2)         | 87–85                   | Club Melilla Baloncesto       | Palencia                | Dani Rodríguez          |
| XXVII                                       | 2017                    | Unión Financ. Baloncesto Oviedo (1) | 80–77                   | San Pablo Inmobiliaria Burgos | Oviedo                  | Miquel Salvó            |
| XXVIII                                      | 2018                    | Cafés Candelas Breogán (2)          | 90–86                   | ICL Manresa                   | Lugo                    | Guille Rubio            |
| XXIX                                        | 2019                    | Real Betis Energía Plus (1)         | 80–70                   | Retabet Bilbao Basket         | Sevilla                 | Thomas Bropleh          |
| XXX                                         | 2020                    | Delteco Guipúzcoa Basket (1)        | 62-55                   | Carramimbre CBC Valladolid    | Valladolid              | Johnny Dee              |
| XXXI                                        | 2021                    | Río Breogán (3)                     | 85-74                   | HLA Alicante                  | Lugo                    | Mindaugas Kačinas       |
| XXXII                                       | 2022                    | Movistar Estudiantes (2)            | 73-72                   | Covirán Granada               | Madrid                  | Álex Urtasun            |
| XXXIII                                      | 2023                    | Zunder Palencia (3)                 | 74-69                   | Morabanc Andorra              | Palencia                | Tanner McGrew           |
| XXXIV                                       | 2024                    | Movistar Estudiantes (3)            | 80-72                   | Leyma Coruña                  | Madrid                  | / Alec Wintering        |

## Palmarés

### Clubs
| Club                               | Títulos | Años                       |
| ---------------------------------- | ------- | -------------------------- |
| Club Joventut Badalona             | 3       | 1986-87, 1988-89 y 1990-91 |
| Club Melilla Baloncesto            | 3       | 1999, 2001 y 2010          |
| Club Baloncesto Breogán            | 3       | 2008, 2018 y 2021          |
| Palencia Baloncesto                | 3       | 2015, 2016 y 2023          |
| Club Estudiantes                   | 3       | 1985-86, 2022 y 2024       |
| Club Baloncesto Fuenlabrada        | 2       | 1998 y 2005                |
| CB Lucentum Alicante               | 2       | 2002 y 2009                |
| Saski Baskonia                     | 1       | 1984-85                    |
| FC Barcelona                       | 1       | 1987-88                    |
| Cantabria Baloncesto               | 1       | 1997                       |
| Club Ourense Baloncesto            | 1       | 2000                       |
| Tenerife Club de Baloncesto        | 1       | 2003                       |
| Basket Zaragoza 2002               | 1       | 2004                       |
| UCAM Murcia CB                     | 1       | 2006                       |
| Club Baloncesto León               | 1       | 2007                       |
| Obradoiro CAB                      | 1       | 2011                       |
| CB 1939 Canarias                   | 1       | 2012                       |
| Club Baloncesto Atapuerca          | 1       | 2013                       |
| Bàsquet Club Andorra               | 1       | 2014                       |
| Oviedo Club Baloncesto             | 1       | 2017                       |
| Real Betis Baloncesto              | 1       | 2019                       |
| San Sebastián Gipuzkoa Basket Club | 1       | 2020                       |

### Entrenadores
- 3 Títulos: Alfred Julbe (1986-87, 1988-89 y 2004).
- 2 Títulos: Paco García (2003 y 2008), Óscar Quintana (1998 y 2009), Natxo Lezcano (2015 y 2018) y Pedro Rivero (2023 y 2024).
- 1 Título: Xabier Añua (1984-85), Paco Garrido (1985-86), Aíto García Reneses (1987-88), Lolo Sainz (1990-91), Quino Salvo (1997), Pepe Rodríguez (1999), Sergio Valdeolmillos (2000), Javier Nieto (2001), Julio César Lamas (2002), Luis Casimiro (2005), Manolo Hussein (2006), Gustavo Aranzana (2007), Gonzalo García (2010), Moncho Fernández (2011), Alejandro Martínez (2012), Andreu Casadevall (2013), Joan Peñarroya (2014), Sergio García (2016), Carles Marco (2017), Curro Segura (2019), Marcelo Nicola (2020), Diego Epifanio (2021) y José Ramón Cuspinera (2022).